# 1805
Il 1805 (MDCCCV in numeri romani) è un anno  del XIX secolo.

## Eventi
- I due fratelli, missionari della London Missionary Society, Abraham e Christian Albrecht, fondano una missione a Warmbad (nell'attuale Namibia), stabilendo la prima stazione missionaria nell'Africa sudoccidentale ed aprendo la strada alla successiva conquista germanica.
- La Svezia dichiara guerra alla Francia.
- Terremoto a Napoli seguito da un'eruzione effusiva del Vesuvio.
- 17 marzo – A Milano viene proclamato il Regno d'Italia, in sostituzione della precedente Repubblica italiana del 26 gennaio 1802.
- 7 aprile – Prima esecuzione pubblica al Theater an der Wien della Terza Sinfonia "Eroica" del compositore tedesco Ludwig van Beethoven.
- 11 aprile – Firma di Pietroburgo del trattato fra Inghilterra e Russia, avvio della terza coalizione antifrancese; più tardi sarà sottoscritto anche dall'Austria.
- 26 maggio – A Milano Napoleone diventa Re d'Italia (che viene così assorbita nell'Impero francese). In duomo riceve la corona, con la storica frase "Dio me l'ha data, guai a chi la tocca".
- 5 giugno – La Repubblica Ligure viene annessa all'Impero Francese.
- 10 giugno – Fine della prima guerra barbaresca: Gli Stati Uniti firmano un trattato di pace con il pascià ottomano Yusuf Karamanli.
- 10 luglio – Nasce la terza coalizione antifrancese, capeggiata dai britannici, alla quale aderiscono Russia, Austria, Svezia. La Spagna, al contrario, si schiera con la Francia.
- 26 luglio – Un devastante terremoto colpisce e distrugge gran parte della città di Campobasso.
- 15 agosto – Roma: Simón Bolívar, durante il suo viaggio a Roma sosta nella zona di Monte Sacro. Qui ascolta commosso il racconto della tragica vicenda dei Tribuni della Plebe e pronuncia solenne giuramento di consacrare la vita alla conquista della libertà per i Paesi dell'America meridionale oppressi dal dominio spagnolo.
- 7 ottobre – Battaglia di Donauwörth: Le forze francesi ebbero la meglio sui corpi d'armata austriaci.
- 8 ottobre – Battaglia di Wertingen: Le forze imperiali francesi guidate dai marescialli Gioacchino Murat e Jean Lannes attaccarono e sconfissero un piccolo corpo austriaco comandato dal feldmaresciallo Franz Xaver von Auffenberg.
- 9 ottobre – Battaglia di Günzburg: Le truppe francesi sconfissero quelle austriache.
- 11 ottobre – Battaglia di Haslach-Jungingen: Le truppe francesi sconfissero nuovamente quelle austriache.
- 16-19 ottobre – Battaglia di Ulma: Dopo aver collezionato una serie di vittorie nelle battaglie di Memmingen, Elchingen, Nerenstetten e Neresheim (nel corso della Campagna di Germania), la Grande Armée, in seguito ad una complessa manovra strategica messa in atto da Napoleone, ebbe la meglio sull’esercito austriaco.
- 21 ottobre – Battaglia navale di Trafalgar: Gli inglesi distruggono quasi completamente la flotta francese e spagnola comandate dall'ammiraglio de Villeneuve. Nello scontro muore l'ammiraglio britannico Horatio Nelson ma le sue forze, con questa vittoria, si assicurano il predominio del mare.
- 22 ottobre – Napoleone dà battaglia sulla terra ferma attaccando gli austriaci a Ulm, scompaginando i piani del generale austriaco Mack e infliggendo al nemico una pesante sconfitta (30.000 prigionieri).
- 5 novembre – Battaglia di Amstetten: Dopo aver collezionato una serie di vittorie nelle battaglie di Ried, Lambach e Steyr (nel corso della Campagna di Germania), le truppe francesi sconfiggono anche il corpo d'armata austriaco del generale Michael Kienmayer e il corpo d'armata russo del generale Pëtr Ivanovič Bagration.
- 8 novembre – Battaglia di Zell: La 2ª divisione del 3º corpo d'armata del generale di divisione Louis Friant sconfisse le truppe austro-russe comandate dal generale austriaco Maximilian Von Mervelt.
- 11 novembre – Battaglia di Dürenstein: L'8º corpo d'armata del maresciallo Édouard Mortier sconfisse l'armata austro-russa comandata dal maresciallo Michail Illarionovič Kutuzov.
- 13 novembre – Presa di Vienna: Napoleone penetra nella capitale austriaca senza colpo ferire con i marescialli Lannes e Murat.
- 2 dicembre – Battaglia di Austerlitz: L'esercito napoleonico infligge una pesante sconfitta alle forze austro-russe; l'imperatore  Francesco II, sfiduciato dall'ennesima disfatta, si arrende.
- 26 dicembre – Pace di Presburgo tra Napoleone, riconosciuto imperatore, e Francesco II, che dovrà poi rinunciare al suo titolo del S.R.I..
- Mehmet Ali rivendica per sé il titolo di Chedivè (Viceré) d'Egitto, anziché il meno pretenzioso titolo di Wali (governatore) dell'eyalet d'Egitto, concessogli dalla Sublime Porta ottomana.

## Nati
Ci sono circa 300 voci su persone nate nel 1805; vedi la pagina Nati nel 1805 per un elenco descrittivo o la categoria Nati nel 1805 per un indice alfabetico.

## Morti

### Gennaio
- 1º gennaio - Jean Henri Latude, avventuriero e scrittore francese (n. 1725)
- 5 gennaio - Giovanni Gallini, ballerino, coreografo e produttore teatrale italiano (n. 1728)
- 6 gennaio - Conrad Moench, botanico, farmacista e chimico tedesco (n. 1744)
- 8 gennaio - Thomas Pelham, I conte di Chichester, politico inglese (n. 1728)
- 13 gennaio - Alexander Ypsilantis, politico ottomano (n. 1725)
- 17 gennaio - Abraham Hyacinthe Anquetil-Duperron, orientalista francese (n. 1731)
- 17 gennaio - Gottlob Christian Storr, teologo tedesco (n. 1746)
- 18 gennaio - John Moore, arcivescovo anglicano inglese (n. 1730)
- 23 gennaio - Claude Chappe, inventore francese (n. 1763)
- 23 gennaio - Václav Pichl, compositore e violinista ceco (n. 1741)
- 28 gennaio - Mihály Csokonai Vitéz, poeta ungherese (n. 1773)

### Febbraio
- 4 febbraio - Johann George Tromlitz, flautista e compositore tedesco (n. 1725)
- 4 febbraio - Ambrogio Viale, poeta e politico italiano (n. 1769)
- 7 febbraio - Inthavong, sovrano laotiano
- 11 febbraio - Jeongsun di Joseon, regina coreana (n. 1745)
- 13 febbraio - Pietro Labruzzi, pittore italiano (n. 1739)
- 17 febbraio - Josephus Nicolaus Laurenti, biologo austriaco (n. 1735)
- 25 febbraio - Federica Luisa d'Assia-Darmstadt, regina (n. 1751)
- 27 febbraio - Giambattista Cimador, compositore e violinista italiano (n. 1761)

### Marzo
- 4 marzo - Jean-Baptiste Greuze, pittore e disegnatore francese (n. 1725)
- 5 marzo - Alessandro Trivulzio, V marchese di Sesto Ulteriano, generale, politico e nobile italiano (n. 1773)
- 10 marzo - Felice Fontana, fisico, anatomista e biologo italiano (n. 1730)
- 15 marzo - Carlo Imbonati, nobile italiano (n. 1753)
- 15 marzo - Stanisław Szczęsny Potocki, nobile e politico polacco (n. 1753)
- 16 marzo - Franz Xaver von Wulfen, botanico, geologo e alpinista austriaco (n. 1728)
- 18 marzo - Étienne Eustache Bruix, ammiraglio francese (n. 1759)
- 24 marzo - Luigi I del Liechtenstein, principe (n. 1759)
- 25 marzo - George Lennox, militare inglese (n. 1737)
- 27 marzo - Filippo Marchionni, architetto e pittore italiano (n. 1732)

### Aprile
- 4 aprile - Antonia Ibarra Cons, tipografa spagnola (n. 1739)
- 13 aprile - Pietro Arduino, agronomo, botanico e naturalista italiano (n. 1728)
- 17 aprile - Mercurio Maria Teresi, arcivescovo cattolico italiano (n. 1742)
- 20 aprile - Heinrich Floris Schopenhauer, polacco (n. 1747)
- 21 aprile - Johann Christoph Rasche, numismatico, scrittore e presbitero tedesco (n. 1733)
- 25 aprile - Anna Petrovna Lopuchina, nobildonna russa (n. 1777)
- 26 aprile - Antonio II Boncompagni Ludovisi, nobile italiano (n. 1735)
- 28 aprile - Charles-Antoine Bridan, scultore francese (n. 1730)
- 28 aprile - Jean-Baptiste-Gaspard d'Ansse de Villoison, filologo classico francese (n. 1750)
- 29 aprile - Lorens Pasch il Giovane, pittore svedese (n. 1733)

### Maggio
- 2 maggio - Vieira Portuense, pittore portoghese (n. 1765)
- 3 maggio - Maurizio Roffredi, biologo e abate italiano (n. 1711)
- 3 maggio - Alexandre Savérien, matematico e filosofo francese (n. 1720)
- 5 maggio - Antonino Barcellona, presbitero e teologo italiano (n. 1726)
- 7 maggio - William Petty, II conte di Shelburne, nobile e politico inglese (n. 1737)
- 9 maggio - Friedrich Schiller, poeta, filosofo e drammaturgo tedesco (n. 1759)
- 12 maggio - Ferdinand von Hompesch zu Bolheim, tedesco (n. 1744)
- 21 maggio - Ciro Saverio Minervini, storico e religioso italiano (n. 1734)
- 22 maggio - Benjamin Outram, ingegnere britannico (n. 1764)
- 23 maggio - Fedot Ivanovič Šubin, scultore russo (n. 1740)
- 25 maggio - William Paley, filosofo e teologo inglese (n. 1743)
- 25 maggio - Anna Maria Rückerschöld, scrittrice svedese (n. 1725)
- 28 maggio - Luigi Boccherini, compositore e violoncellista italiano (n. 1743)
- 28 maggio - Augusta di Sassonia-Gotha-Altenburg, nobile tedesca (n. 1752)

### Giugno
- 2 giugno - Maria Teresa di Savoia, principessa (n. 1756)
- 3 giugno - Luisa di Sassonia-Meiningen, duca (n. 1752)
- 13 giugno - Giovanni Battista Tommasi, principe italiano (n. 1731)
- 18 giugno - Arthur Murphy, scrittore irlandese (n. 1727)
- 19 giugno - Louis Jean François Lagrenée, pittore francese (n. 1725)
- 26 giugno - Vito Maria Giovenazzi, abate, archeologo e filologo italiano (n. 1727)

### Luglio
- 10 luglio - Livio Odescalchi, II principe Odescalchi, nobile italiano (n. 1725)
- 11 luglio - Thomas Wedgwood, scienziato e inventore britannico (n. 1771)
- 15 luglio - Vincenzo Moncada, nobile, politico e militare italiano (n. 1732)
- 27 luglio - Brian Merriman, poeta irlandese

### Agosto
- 2 agosto - Francesco Valeriano Dellala, architetto italiano (n. 1731)
- 3 agosto - Christopher Anstey, scrittore inglese (n. 1724)
- 3 agosto - Jean-René de Verdun de La Crenne, militare e scienziato francese (n. 1741)
- 9 agosto - Nikolaj Aleksandrovič Zubov, generale russo (n. 1763)
- 11 agosto - Jacques-Charles de Fitz-James, generale francese (n. 1743)
- 16 agosto - Jean-Baptiste-Marie Champion de Cicé, vescovo cattolico francese (n. 1725)
- 21 agosto - Louis d'Ussieux, scrittore, storico e giornalista francese (n. 1744)
- 22 agosto - George Villiers Bussy, nobile e politico inglese (n. 1735)
- 25 agosto - Guglielmo Enrico di Hannover, nobile inglese (n. 1743)
- 25 agosto - Giambattista Varesco, abate, musicista e poeta italiano (n. 1735)
- 31 agosto - Giuseppe Clemente Dall'Abaco, musicista italiano (n. 1710)
- 31 agosto - Francesco Tadolini, architetto e disegnatore italiano (n. 1723)

### Settembre
- 3 settembre - Richard Meade, II conte di Clanwilliam, nobile irlandese (n. 1766)
- 9 settembre - Partenio II di Alessandria, arcivescovo ortodosso greco (n. 1735)
- 13 settembre - Francesco Fedeli detto il Maggiotto, pittore e fisico italiano (n. 1738)
- 15 settembre - Christopher Gadsden, generale e politico statunitense (n. 1724)
- 27 settembre - William Moultrie, militare e politico statunitense (n. 1730)
- 28 settembre - Christoph Franz von Buseck, vescovo cattolico tedesco (n. 1724)
- 28 settembre - Alfonso Turconi, politico italiano (n. 1738)

### Ottobre
- 5 ottobre - Charles Cornwallis, I marchese Cornwallis, generale, nobile e politico britannico (n. 1738)
- 8 ottobre - Federico Augusto di Brunswick-Wolfenbüttel-Oels, generale prussiano (n. 1740)
- 10 ottobre - François Cacault, diplomatico, politico e collezionista d'arte francese (n. 1743)
- 13 ottobre - Charlotte Murray, nobildonna scozzese (n. 1731)
- 14 ottobre - Fra Felice da Sambuca, pittore e presbitero italiano (n. 1734)
- 16 ottobre - Mihrişah Sultan, ottomana (n. 1745)
- 16 ottobre - Franz Pilati von Tassul, generale austriaco (n. 1746)
- 20 ottobre - Giuseppe Renda, pittore italiano (n. 1772)
- 21 ottobre - Dionisio Alcalá Galiano, militare, cartografo e esploratore spagnolo (n. 1760)
- 21 ottobre - Louis Gabriel Deniéport, militare francese (n. 1765)
- 21 ottobre - Horatio Nelson, ammiraglio britannico (n. 1758)
- 26 ottobre - Charles-François Delacroix, politico e diplomatico francese (n. 1741)
- 27 ottobre - Pierre Paulin Gourrège, militare francese (n. 1749)
- 27 ottobre - Heinrich Christian Friedrich Hosenfelder, pittore e ceramista tedesco (n. 1720)
- 29 ottobre - Tituš Brezovački, poeta, scrittore e religioso croato (n. 1757)

### Novembre
- 5 novembre - Giovanni Andrea Archetti, cardinale e arcivescovo cattolico italiano (n. 1731)
- 5 novembre - Domenico Grimaldi, economista, imprenditore e filosofo italiano (n. 1734)
- 9 novembre - François-Thomas-Marie de Baculard d'Arnaud, scrittore, poeta e drammaturgo francese (n. 1718)
- 12 novembre - Giuseppe Andrea Rignon, politico italiano
- 13 novembre - Carlo Anselmo di Thurn und Taxis, principe (n. 1733)
- 14 novembre - Ivan Petrovič Saltykov, generale russo (n. 1730)
- 23 novembre - Robert Kingsmill, ammiraglio e politico britannico (n. 1730)

### Dicembre
- 2 dicembre - Aleksandr Romanovič Voroncov, politico, diplomatico e nobile russo (n. 1741)
- 6 dicembre - Nicolas-Jacques Conté, pittore, fisico e chimico francese (n. 1755)
- 6 dicembre - Ranjit Singh di Bharatpur, indiano (n. 1745)
- 7 dicembre - Federico di Danimarca, nobile danese (n. 1753)
- 16 dicembre - Saverio Cassar, presbitero e patriota maltese (n. 1746)
- 16 dicembre - Louis-Hilaire de Conzié, vescovo cattolico francese (n. 1736)
- 18 dicembre - Gennaro Astarita, compositore italiano (n. 1749)
- 21 dicembre - Manuel Maria Barbosa du Bocage, poeta portoghese (n. 1765)
- 23 dicembre - Pehr Osbeck, esploratore e naturalista svedese (n. 1723)
- 23 dicembre - Marie-Geneviève-Charlotte Thiroux d'Arconville, scrittrice, traduttrice e chimica francese (n. 1720)
- 27 dicembre - Isabelle de Charrière, scrittrice olandese (n. 1740)

### Senza giorno specificato
- Gian Giacomo Albertolli, architetto svizzero (n. 1761)
- Anton Francesco Biondi, pittore italiano (n. 1735)
- Léonard Defrance, pittore belga (n. 1735)
- Şebsefa Kadın, ottomana
- Gerhard August Honckeny, botanico tedesco (n. 1724)
- Pierre-François Hugues d'Hancarville, scrittore, storico dell'arte e avventuriero francese (n. 1719)
- Emerico Lobo de Mesquita, organista e compositore brasiliano (n. 1746)
- Francesco Lodron, diplomatico austriaco (n. 1765)
- Giuseppe Antonio Lonis, scultore italiano (n. 1720)
- Macario di Corinto, vescovo, scrittore e mistico greco (n. 1731)
- Flaminio Massa, patriota, avvocato e giornalista italiano (n. 1770)
- Alerame Maria Pallavicini, doge (n. 1730)
- Augustin-Charles Piroux, architetto e giurista francese (n. 1749)
- Guillaume Rouby de Cals, imprenditore e economista francese (n. 1733)
- Cristoforo Santanna, pittore italiano (n. 1735)
- Pompeo Schiantarelli, architetto italiano (n. 1746)
- Gaetano Vascellini, incisore italiano (n. 1745)

## Calendario
| Calendario 1805 | Calendario 1805 | Calendario 1805 | Calendario 1805 | Calendario 1805 | Calendario 1805 | Calendario 1805 | Calendario 1805 | Calendario 1805 | Calendario 1805 | Calendario 1805 | Calendario 1805 | Calendario 1805 | Calendario 1805 | Calendario 1805 | Calendario 1805 | Calendario 1805 | Calendario 1805 | Calendario 1805 | Calendario 1805 | Calendario 1805 | Calendario 1805 | Calendario 1805 | Calendario 1805 | Calendario 1805 | Calendario 1805 | Calendario 1805 | Calendario 1805 | Calendario 1805 | Calendario 1805 | Calendario 1805 | Calendario 1805 | Calendario 1805 |
| --------------- | --------------- | --------------- | --------------- | --------------- | --------------- | --------------- | --------------- | --------------- | --------------- | --------------- | --------------- | --------------- | --------------- | --------------- | --------------- | --------------- | --------------- | --------------- | --------------- | --------------- | --------------- | --------------- | --------------- | --------------- | --------------- | --------------- | --------------- | --------------- | --------------- | --------------- | --------------- | --------------- |
|                 | 1               | 2               | 3               | 4               | 5               | 6               | 7               | 8               | 9               | 10              | 11              | 12              | 13              | 14              | 15              | 16              | 17              | 18              | 19              | 20              | 21              | 22              | 23              | 24              | 25              | 26              | 27              | 28              | 29              | 30              | 31              |                 |
| Gennaio         | Ma              | Me              | Gi              | Ve              | Sa              | Do              | Lu              | Ma              | Me              | Gi              | Ve              | Sa              | Do              | Lu              | Ma              | Me              | Gi              | Ve              | Sa              | Do              | Lu              | Ma              | Me              | Gi              | Ve              | Sa              | Do              | Lu              | Ma              | Me              | Gi              |                 |
| Febbraio        | Ve              | Sa              | Do              | Lu              | Ma              | Me              | Gi              | Ve              | Sa              | Do              | Lu              | Ma              | Me              | Gi              | Ve              | Sa              | Do              | Lu              | Ma              | Me              | Gi              | Ve              | Sa              | Do              | Lu              | Ma              | Me              | Gi              |                 |                 |                 |                 |
| Marzo           | Ve              | Sa              | Do              | Lu              | Ma              | Me              | Gi              | Ve              | Sa              | Do              | Lu              | Ma              | Me              | Gi              | Ve              | Sa              | Do              | Lu              | Ma              | Me              | Gi              | Ve              | Sa              | Do              | Lu              | Ma              | Me              | Gi              | Ve              | Sa              | Do              |                 |
| Aprile          | Lu              | Ma              | Me              | Gi              | Ve              | Sa              | Do              | Lu              | Ma              | Me              | Gi              | Ve              | Sa              | Do              | Lu              | Ma              | Me              | Gi              | Ve              | Sa              | Do              | Lu              | Ma              | Me              | Gi              | Ve              | Sa              | Do              | Lu              | Ma              |                 |                 |
| Maggio          | Me              | Gi              | Ve              | Sa              | Do              | Lu              | Ma              | Me              | Gi              | Ve              | Sa              | Do              | Lu              | Ma              | Me              | Gi              | Ve              | Sa              | Do              | Lu              | Ma              | Me              | Gi              | Ve              | Sa              | Do              | Lu              | Ma              | Me              | Gi              | Ve              |                 |
| Giugno          | Sa              | Do              | Lu              | Ma              | Me              | Gi              | Ve              | Sa              | Do              | Lu              | Ma              | Me              | Gi              | Ve              | Sa              | Do              | Lu              | Ma              | Me              | Gi              | Ve              | Sa              | Do              | Lu              | Ma              | Me              | Gi              | Ve              | Sa              | Do              |                 |                 |
| Luglio          | Lu              | Ma              | Me              | Gi              | Ve              | Sa              | Do              | Lu              | Ma              | Me              | Gi              | Ve              | Sa              | Do              | Lu              | Ma              | Me              | Gi              | Ve              | Sa              | Do              | Lu              | Ma              | Me              | Gi              | Ve              | Sa              | Do              | Lu              | Ma              | Me              |                 |
| Agosto          | Gi              | Ve              | Sa              | Do              | Lu              | Ma              | Me              | Gi              | Ve              | Sa              | Do              | Lu              | Ma              | Me              | Gi              | Ve              | Sa              | Do              | Lu              | Ma              | Me              | Gi              | Ve              | Sa              | Do              | Lu              | Ma              | Me              | Gi              | Ve              | Sa              |                 |
| Settembre       | Do              | Lu              | Ma              | Me              | Gi              | Ve              | Sa              | Do              | Lu              | Ma              | Me              | Gi              | Ve              | Sa              | Do              | Lu              | Ma              | Me              | Gi              | Ve              | Sa              | Do              | Lu              | Ma              | Me              | Gi              | Ve              | Sa              | Do              | Lu              |                 |                 |
| Ottobre         | Ma              | Me              | Gi              | Ve              | Sa              | Do              | Lu              | Ma              | Me              | Gi              | Ve              | Sa              | Do              | Lu              | Ma              | Me              | Gi              | Ve              | Sa              | Do              | Lu              | Ma              | Me              | Gi              | Ve              | Sa              | Do              | Lu              | Ma              | Me              | Gi              |                 |
| Novembre        | Ve              | Sa              | Do              | Lu              | Ma              | Me              | Gi              | Ve              | Sa              | Do              | Lu              | Ma              | Me              | Gi              | Ve              | Sa              | Do              | Lu              | Ma              | Me              | Gi              | Ve              | Sa              | Do              | Lu              | Ma              | Me              | Gi              | Ve              | Sa              |                 |                 |
| Dicembre        | Do              | Lu              | Ma              | Me              | Gi              | Ve              | Sa              | Do              | Lu              | Ma              | Me              | Gi              | Ve              | Sa              | Do              | Lu              | Ma              | Me              | Gi              | Ve              | Sa              | Do              | Lu              | Ma              | Me              | Gi              | Ve              | Sa              | Do              | Lu              | Ma              |                 |